# 정다은 (1994년)
정다은(1994년 6월 3일~ )은 대한민국의 배우이자 걸그룹 '2EYES'의 멤버였다.

## 학력
- 서울치현초등학교 (졸업)
- 의정부서중학교 (졸업)
- 서울공연예술고등학교 (졸업)

## 출연 작품

### 드라마
| 연도 | 방송사   | 제목                      | 역할          | 비고 |
| ---- | -------- | ------------------------- | ------------- | ---- |
| 2015 | TV조선   | 위대한 이야기- 김시스터즈 | 숙자          |      |
| 2015 | 네이버TV | 그날의 커피               | 소명          |      |
| 2019 | JTBC     | 바람이 분다               | 대학생 이수진 |      |
| 2019 | OCN      | 미스터 기간제             | 정수아/박유선 |      |
| 2020 | JTBC     | 쌍갑포차                  | 강여린        |      |
| 2021 | tvN      | 루카：더 비기닝           | 최유나        |      |
| 2021 | KBS2     | 그녀들                    | 봉선          |      |
| 2022 |          | 구필수는 없다             | 오슬기        |      |
| 2022 | KBS2     | 미남당                    | 임고모        |      |
| 2023 | SBS      | 7인의 탈출                | 송지아        |      |
| 2024 | SBS      | 7인의 부활                | 송지아        |      |

### 영화
- 2016년 《두 남자》 ... 가영 역
- 2018년 《마녀》 ... 긴머리 역
- 2020년 《공수도》 ... 채영 역